# أرون مكاري
أرون مكاري (بالإنجليزية: Aaron McCarey)‏ (14 يناير 1992 في جمهورية أيرلندا - ) هو لاعب كرة قدم أيرلندي في مركز حراسة المرمى. شارك مع منتخب جمهورية أيرلندا تحت 17 سنة لكرة القدم ومنتخب جمهورية أيرلندا تحت 19 سنة لكرة القدم ومنتخب جمهورية أيرلندا تحت 20 سنة لكرة القدم ومنتخب جمهورية أيرلندا تحت 21 سنة لكرة القدم ومنتخب جمهورية أيرلندا لكرة القدم. أما مع النوادي، فقد لعب مع نادي بورتسموث ونادي بوري ونادي روس كاونتي ونادي والسول ونادي يورك سيتي ووولفرهامبتون واندررز وتيلفورد يونايتد وMonaghan United F.C. ‏.

## وصلات خارجية
- أرون مكاري على موقع قاعدة بيانات كرة القدم.إي يو (الإنجليزية)
- أرون مكاري على موقع Soccerbase.com (لاعب) (الإنجليزية)
- أرون مكاري على موقع Soccerway.com (الإنجليزية)
- أرون مكاري على موقع عالم كرة القدم.نت (الإنجليزية)